# Sphagnodela
Sphagnodela là một chi bướm đêm thuộc họ Geometridae.